# Ruuhijärvi (sjö i Norra Österbotten)
Ruuhijärvi är en sjö i Finland. Den ligger i kommunen Pudasjärvi i landskapet Norra Österbotten, i den centrala delen av landet, 600 km norr om huvudstaden Helsingfors. Ruuhijärvi ligger 152,2 meter över havet. Arean är 43,9 hektar och strandlinjen är 3,28 kilometer lång. Sjön  ingår i Ijo älvs huvudavrinningsområde. 